# Управление национального персонала
Ка́дровая пала́та (яп. 人事院 дзиндзи-ин) — центральный орган исполнительной власти Японии, входит в состав Кабинета министров. Основана в 1948 году согласно закону о государственных служащих.
Кадровая палата возглавляется тремя главами, которые составляют Совет палаты по кадровым вопросам. Один из трёх глав выбирается Президентом кадровой палаты (яп. 人事院総裁 дзиндзи-ин со:сай).
Палата занимается кадровыми вопросами центрального правительства Японии: определяет стандарты для государственных служащих, улучшает условия их работы, разрабатывает систему рангов и должностей в правительстве, устанавливает экзамены и условия приёма на работу государственных служащих центрального аппарата, владеет правом предоставления и конфискации лицензий госслужащих. Палата призвана способствовать становлению справедливой и унифицированной кадровой политики.